# Fibra de associação
Fibras de associação são axônios mielinizados que conectam áreas corticais dentro do mesmo hemisfério cerebral.
Na neuroanatomia humana, os axônios (fibras nervosas) podem ser categorizados com base em seu curso e conexões como fibras de associação, fibras de projeção e fibras comissurais.
As fibras de associação unem diferentes partes do mesmo hemisfério cerebral e são categorizadas em dois tipos: (1) fibras curtas que conectam giros adjacentes; (2) fibras longas que fazem conexões entre partes mais distantes.

## Fibras curtas
Muitas das fibras curtas de associação (também chamadas de fibras arqueadas ou "U") ficam imediatamente abaixo da substância cinzenta do córtex dos hemisférios e conectam-se aos giros adjacentes. Algumas ultrapassam de uma parede do sulco para a outra.

## Fibras longas
As fibras longas de associação conectam os giros mais amplamente separados e são agrupadas em feixes, incluindo as seguintes:
| Nome                            | Do                       | Para              |
| Fascículo uncinado              | Lobo frontal             | Lobo temporal     |
| Cíngulo                         | Giro do cíngulo          | Córtex entorrinal |
| Fascículo longitudinal superior | Lobo frontal             | Lóbulo occipital  |
| Fascículo longitudinal inferior | Lóbulo occipital         | Lobo temporal     |
| Fascículo occipital vertical    | Lóbulo parietal inferior | Giro fusiforme    |
| Fascículo occipitofrontal       | Lóbulo occipital         | Lobo frontal      |
| Fórnix                          | Hipocampo                | Corpo mamilar     |
| Fascículo arqueado              | Lobo frontal             | Lobo temporal     |